# Mimonthophagus ambiguus
Mimonthophagus ambiguus là một loài bọ cánh cứng trong họ Bọ hung (Scarabaeidae).